# کوئینزوی
کوئینزوی (انگلیسی: The Queensway) یک خیابان اصلی در شهرداری‌های تورنتو و میسیساگا، انتاریو، کانادا است.